# کایا موستونن
کایا موستونن (انگلیسی: Kaija Mustonen؛ زادهٔ ۴ اوت ۱۹۴۱) اسکیت‌باز سرعت اهل فنلاند بود.